# مورتون کاپلان
مورتون کاپلان (انگلیسی: Morton Kaplan; ۹ مهٔ ۱۹۲۱ – ۲۶ سپتامبر ۲۰۱۷) دانشمند علوم سیاسی دانشگاه شیکاگو اهل ایالات متحده آمریکا بود. او همچنین از سال ۱۹۸۶ تا ۲۰۰۴ سردبیر مجله جهان و من بود.
کاپلان تحلیل سامانه‌ها را که ابزار تحلیلی جدیدی بود به مطالعه روابط بین‌الملل معرفی کرد. نظریات او در مقابل نظریات جان رولز قرار دارند. او بر این باور بود که برای دستیابی به نظریه‌های استوار و مستحکم در روابط بین‌الملل باید این حوزه مطالعاتی را به مثابه علوم طبیعی در نظر گرفت و از روش علوم طبیعی در روابط بین‌الملل استفاده کرد.